# Кокопелли
Кокопелли (/:koʊkoʊˈpɛliː/) {хопи: "kokopilau" (koko = дерево, pilau = горб)} — божество плодородия и земледелия, почитаемое среди индейских племен юго-запада Соединённых Штатов Америки. Обычно изображается в виде сгорбленного существа с перьями или антеннообразными отростками на голове, играющего на флейте. Кокопелли  ассоциируется с радостью, озорством и  исцелением.

## Мифология
Согласно легендам, Кокопелли путешествует по деревням, превращая зиму в лето: он растапливает снег(поэтому его часто изображают вместе с животными, любящими солнце: змеями и ящерицами) и приносит  дожди, необходимые для обильного урожая. Мешок за его спиной наполнен семенами и песнями, которые звучат из его волшебной флейты. Считается, что после его визита и заливистых звуков флейты, сопровождаемых танцами и празднествами, каждая женщина в деревне наутро оказывается беременной.
Кокопелли также участвует в свадебных ритуалах, поэтому его часто изображают его  вместе с супругой, которую племя Хопи называет Кокопелли Мана (Kokopelli Mana).
Иногда он появляется в компании другого флейтиста — Пайатаму, особенно на церемониях, связанных с перемалыванием кукурузы.

## Истоки происхождения
Кокопелли почитался уже у древних народов, таких как хохокам, Юман и Анасази. Первые известные изображения этого божества встречаются на керамике хохокам, датируемой периодом между 750 и 850 годами нашей эры.
Кокопелли, возможно, изначально был представителем ацтекских торговцев, известных как почтеки, которые, возможно, путешествовали по этому региону из Северной Мезоамерики. Эти торговцы привозили свои товары в мешках, перевернутых на спину, и этот мешок, возможно, превратился в знакомый горб Кокопелли; некоторые племена считают Кокопелли торговцем. Возможно, эти люди также использовали флейты, чтобы сообщить о дружеских намерениях по мере приближения к поселению. Однако это происхождение все ещё вызывает сомнения, поскольку первые известные изображения Кокопелли накануне великой эры торговли на несколько сотен лет, а также империи ацтеков и её почтек.
Многие исследователи полагают, что Кокопелли был не просто торговцем, но и важным переносчиком информации и экзотических предметов из дальних земель. Он обладал даром языков и мастерством рассказчика, что дополняло его многочисленные таланты. Часто сопровождаемый учеником, Кокопелли играл ключевую роль в объединении удалённых и разнообразных сообществ. В южноамериканских Андах схожую роль играл персонаж Экеко, который также приносил новости, товары и развлечения.
Даже сегодня путешественников, приносящих новости и подарки из внешнего мира, иногда называют «Кокопелли» в небольших Пуэбло или деревнях.
Другая теория связывает Кокопелли с антропоморфным насекомым. Многие ранние изображения делают его похожим на насекомое, а название «Кокопелли» может быть сочетанием слов koko (другое божество хопи и зуни) и pelli (название пустынной мухи-разбойника, известной своей плодовитостью). Также существует версия, что имя Кокопелли буквально означает «горбатая утка».
Кокопелли — одна из самых узнаваемых фигур, встречающихся на петроглифах и пиктограммах юго-запада США. Самый старый известный петроглиф фигуры датируется примерно 1000 годом нашей эры. Испанские миссионеры, прибывшие в этот регион, убедили мастеров хопи избегать изображения фаллоса в фигуре Кокопелли. Сегодня его часто изображают в виде танцующего человека, а также вырезают из дерева или хлопка.
Похожие горбатые фигуры встречаются в артефактах Миссисипской культуры на юго-востоке США. Например, сосуд в форме горбатой женщины, созданный между 1200 и 1400 годами нашей эры, может изображать героиню или предка-основателя, связанного с плодородием и водой.
Схожие изображения также найдены в петроглифах Карибского бассейна, где они, вероятно, связаны с ритуалами употребления психотропного вещества когоба, получаемого из растения Anadenanthera peregrina.
Также было замечено, что Кокопелли обладает сходством с Рисунками Брэдшоу на северо-западе Австралии.
В наше время, фигура Кокопелли является официальным символом Югозапада США и подвергается широкой коммерциализации, встречается на футболках, брелоках и прочих предметах декора.
1. ↑  Kokopelli // The Free Dictionary. Архивировано 26 мая 2023 года.
2. ↑  The Kokopelli Zone. www.jowsey.com. Дата обращения: 26 мая 2023. Архивировано 13 июля 2012 года.
3. ↑  Barton Wright. Clowns of the Hopi: Tradition Keepers and Delight Makers. — Kiva Publishing, 2004. — 154 с. — ISBN 978-1-885772-32-9. Архивировано 27 мая 2023 года.
4. ↑  Bradshaw Foundation. Дата обращения: 21 февраля 2005. Архивировано 10 марта 2005 года.